# Oga (Akita)
Pour les articles homonymes, voir Oga.
Oga (男鹿市, Oga-shi) est une ville située dans la préfecture d'Akita, au Japon.

## Géographie

### Situation
Oga occupe la péninsule d'Oga, au nord-ouest de la préfecture d'Akita.

### Démographie
En mai 2022, la population d'Oga s'élevait à 24 021 habitants, répartis sur une superficie de 241,09 km2.

### Climat
Oga a un climat subtropical humide influencé directement par le courant de Tsushima du fait d'être sur une péninsule. Les hivers sont doux et les étés sont chauds sans être extrêmes. L'amplitude de température va de - 14 à 35 °C.

## Histoire
Oga a acquis son statut de ville en 2005.

## Culture locale et patrimoine
- Parc quasi national d'Oga
- Festival Namahage Sedo[3]

## Transports
La ville est desservie par la ligne Oga de la JR East.
Le port de Funagawa est situé au sud de la ville.

## Jumelage
Oga est jumelée avec Livingston aux États-Unis.